# Peter Röhle

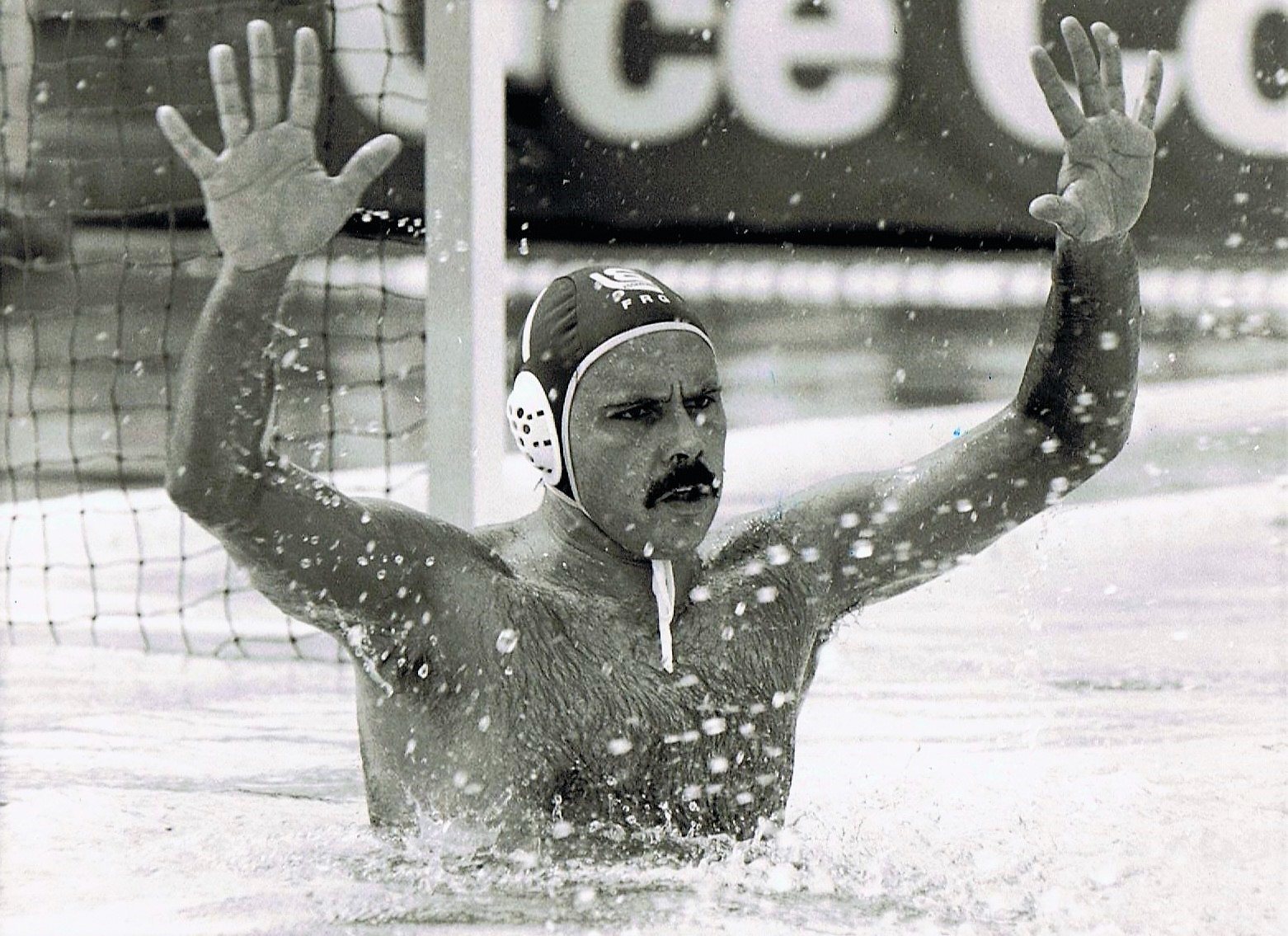
Peter Röhle 1989

Peter Röhle (* 6. März 1957 in Berlin) ist ein ehemaliger deutscher Wasserballspieler und späterer Trainer. Peter Röhle war Olympia- und Weltmeisterschaftsdritter und wurde zweimal Europameister.
Peter Röhle debütierte 1976 in der deutschen Wasserballnationalmannschaft und fuhr als zweiter Torhüter neben Günter Kilian zu den Olympischen Spielen nach Montreal, die deutsche Mannschaft belegte dort den sechsten Platz. Nach einem weiteren sechsten Platz bei der Europameisterschaft 1977 und dem siebten Platz bei der Weltmeisterschaft 1978 folgte 1981 der Europameistertitel und 1982 Bronze bei der Weltmeisterschaft. Trotz des fünften Platzes bei der Europameisterschaft 1983 war die deutsche Mannschaft bei den Olympischen Spielen 1984 in Los Angeles ein Mitfavorit, mit dem Gewinn der Bronzemedaille hinter den Jugoslawen und den amerikanischen Gastgebern gelang ihnen der einzige olympische Medaillengewinn nach 1945. Es folgten Bronze bei der Europameisterschaft 1985 und der sechste Platz bei der Weltmeisterschaft 1986. Sowohl bei der Europameisterschaft 1987 als auch bei den Olympischen Spielen 1988 verpasste die deutsche Mannschaft mit Rang 4 nur knapp die Medaillenränge. 1989 gelang dann nach 1981 erneut der Sieg bei der Europameisterschaft. Insgesamt spielte Peter Röhle in 414 Länderspielen für die deutsche Nationalmannschaft. Er war für einige Zeit auch Rekordnationalspieler, wurde aber von seinem langjährigen Mannschaftskameraden Frank Otto überholt, der es auf 467 Länderspiele brachte.
Peter Röhle begann mit dem Wasserballsport 1968 beim Schöneberger Schwimmverein und wechselte 1974 zum SC Spandau 04. 1976 war er einziger Berliner in der Wasserballolympiamannschaft. Nach der Fusion der beiden Spandauer Vereine fungierte er von Beginn an als Stammtorwart der Wasserfreunde Spandau 04. Neben den Berlinern Frank Otto (Sturm) und Hagen Stamm (Center) verpflichtete der Verein unter Trainer Alfred Balen in den nächsten Jahren mit Thomas Loebb (Abwehrchef), Roland Freund (Stürmer) und Armando Fernández (Spielmacher) Schlüsselspieler, die über Jahre den Vereinssport und die deutsche Nationalmannschaft prägen sollten. 1979 erkämpften die Spandauer ihren ersten deutschen Meistertitel, Peter Röhle gewann von 1979 bis zu seinem Karriereende 1997 insgesamt 18 deutsche Meistertitel, nur 1993 blieben die Spandauer titellos. 1982, 1985, 1986 und 1988 siegte das Team im Europapokal der Landesmeister. Zusätzlich gewann das Team 1985 und 1986 den Europäischen Supercup in Zürich. Insgesamt gewann Peter Röhle als Aktiver 47 Titel.
Peter Röhle war zunächst Beamter und später Angestellter bei der Berliner Polizei und absolvierte ein Sportstudium. Ab 1989 arbeitete Peter Röhle an der Landespolizeischule Berlin und später in der Aus- und Fortbildung der Direktion 4 als Sportlehrer. Seit März 2021 befindet er sich im Ruhestand.
Nach dem Ende seiner spielerischen Karriere 1997 übernahm Peter Röhle die Chef-Trainerstelle bei den Wasserfreunden Spandau 04 und gewann als Trainer acht Meistertitel in Folge. Nachdem das Berliner Team mehrfach an der Champions League teilgenommen hatte, qualifizierte sich das Team erstmals 2004 zum Final Four in Genua. Trotz einer starken Teamleistung erzielten die Wasserfreunde nur den vierten Platz.
Im Jahre 2006 scheiterten die Wasserfreunde im Finale am SV Cannstatt. Daraufhin trat Röhle vom Traineramt bei den Wasserfreunden zurück und wechselte ins Management des Vereins. Von 2006 bis 2012 hatte Röhle zusätzlich das Traineramt bei der deutschen Juniorennationalmannschaft inne.
Im April 2014 übernahm Röhle erneut kurzfristig das Traineramt bei den Wasserfreunden Spandau 04 von András Gyöngyösi. Bis dahin war er dessen Co-Trainer gewesen. Unter Röhles Leitung errang das Team die deutsche Meisterschaft erneut.
Aktuell (Stand Mai 2021) ist Röhle weiterhin Teammanager der Bundesligamannschaft und seit 2018 Torwarttrainer der deutschen Nationalmannschaft der Männer.